# Lijst van vrouwelijke ontdekkingsreizigers
Vrouwelijke ontdekkingsreizigers en wereldreizigers hebben vele ontdekkingsreizen en wereldreizen gemaakt.

## Middeleeuwen - t/m 18e eeuw
- Guðríður Þorbjarnardóttir, (10e eeuw – 11e eeuw) een IJslands ontdekkingsreiziger
- Inés Suárez (1507(?) – 1580) was een conquistadora
- Elisabeth van der Woude (1657 – 1698) was een Nederlands wereldreiziger en schrijver van een familiekroniek annex reisverslag.

## 19e eeuw
De negentiende eeuw was de tijd van de grote ontdekkingsreizen in Azië, Afrika, Australië en Amerika. Veelvuldig werd verhaald over de reizen en ontdekkingen van Henry Morton Stanley, David Livingstone, Samuel White Baker en John Hanning Speke. In deze tijd werden in West-Europa het huis en het gezin als de geëigende plek en taak gezien voor een vrouw die niet tot de laagste (arbeiders)klasse behoorde. Zo werden vrouwen vooral geacht te wachten op een geschikte huwelijkskandidaat; echtscheiding was gedurende een groot deel van de negentiende eeuw voor veel vrouwen verboden en overspel was strafbaar. De vrouwen die in deze Victoriaanse tijd op ontdekkingsreis gingen, gingen op pad met andere verwachtingen en doelstellingen dan de mannen. Anders dan mannen — die vaak voor hun reizen werden betaald door wetenschappelijke instellingen of regeringen — moesten vrouwelijke ontdekkingsreizigers hun reizen over het algemeen zelf bekostigen. Hierdoor waren de vrouwelijke ontdekkingsreizigers ook vaker dan mannen afkomstig uit het "gegoede milieu". Door hun goede opvoeding hadden ze ook vaak een of meer andere talen geleerd. Doordat de expedities van de mannen meestal werden bekostigd door opdrachtgevers waren zij meestal in staat om op reis te gaan met expeditieleden en bijvoorbeeld dragers en gewapende escortes. Vrouwelijke ontdekkingsreizigers gingen meer dan eens alleen of met een heel klein gezelschap op pad.
Bekende vrouwelijke ontdekkings- en wereldreizigers in de negentiende eeuw waren onder andere:
- Gertrude Bell (1868 – 1926), Brits ontdekkingsreiziger en archeologe
- Alexandra David-Néel (1868 – 1969), Belgisch ontdekkingsreiziger, boeddhist, feminist en schrijver
- Isabelle Eberhardt (1877 – 1904) was een Zwitserse/Russische ontdekkingsreiziger
- Mary Kingsley (1862 – 1900) was een Britse etnograficus en ontdekkingsreiziger
- Ida Pfeiffer (1797 – 1858) was een Oostenrijkse wereldreiziger en schrijver van reisboeken
- Isabella Bird (1831 – 1904) was een Engelse ontdekkingsreiziger, fotograaf en schrijver. Ze was de eerste vrouw die verkozen werd als lid van de Royal Geographical Society
- Mary Kingsley (1862 – 1900) was een Britse etnograficus en ontdekkingsreiziger
- Marianne North (1830 – 1890) was een Engelse bioloog, botanisch kunstenaar en wereldreiziger.
- Susie Rijnhart-Carson (1868 – 1908) was een Canadees zendeling en ontdekkingsreiziger in Tibet. Ze was de tweede Westerse vrouw die Tibet bezocht.
- Alexine Tinne (1835 – 1869) was een Nederlandse ontdekkingsreiziger die als eerste westerse vrouw in Centraal-Afrika doordrong en in 1868/69 eerste westerse vrouw ver in de Sahara reisde
- Lady Hester Stanhope (1776 – 1839) was een Britse ontdekkingsreiziger die vooral in het Nabije- en Midden-Oosten rondreisde
- Jane Dieulafoy (1851 – 1916) was een Franse archeoloog, ontdekkingsreiziger, schrijver en journalist. Ze kreeg onder meer bekendheid door haar opgravingen in het Perzische Susa.
- Annie Royle Taylor (1855 - 1922) was een Engelse zendeling en ontdekkingsreiziger. Ze was de eerste Westerse vrouw die Tibet bezocht.
- Margaret Fountaine (1862 - 1940) was een Engelse lepidopterist en ontdekkingsreiziger.
- Kate Marsden (1859 – 1931) was een Britse zendeling, ontdekkingsreiziger en auteur
- Florence Baker (1841 – 1916) was een Hongaars-Britse ontdekkingsreiziger.
- Mary Slessor (1848 – 1915) was een Schotse zendeling en ontdekkingsreiziger in Nigeria
- Fanny Bullock Workman (1859 – 1925) was een Amerikaanse geograaf, ontdekkingsreiziger en cartograaf die vooral door de Himalaya trok.
- Annie Smith Peck (1850 - 1935) was een Amerikaans bergbeklimmer en avonturier die als eerste de noordelijke top van de Nevado Huascarán in het Andesgebergte bereikte.

## 20e eeuw
- Tania Aebi (1966), eerste vrouw die solo rond de wereld zeilde
- Ffyona Campbell (1967), eerste vrouw die rond de wereld heeft gelopen
- Maria Klenova (1898 – 1976) was een mariene geoloog uit de voormalige Sovjet-Unie en de eerste vrouw die onderzoek verrichtte op Antarctica
- Caroline Mikkelsen (1906 – 1998), de eerste vrouw die voet op Antarctica zette
- Jelena Rjorich (1879 – 1955) was een Russisch spiritueel schrijver, theosoof en wereldreiziger
- Edith Ronne (1919 – 2009) was een Amerikaans verkenner van Antarctica
- Freya Stark (1893 – 1993) was een Brits ontdekkingsreiziger en schrijver